# Scottish FA Cup 1975/76
Der Scottish FA Cup wurde 1975/76 zum 91. Mal ausgespielt. Der wichtigste schottische Fußball-Pokalwettbewerb, der vom Schottischen Fußballverband geleitet und ausgetragen wurde, begann am 13. Dezember 1975 und endete mit dem Finale am 1. Mai 1976 im Hampden Park von Glasgow. Als Titelverteidiger startete der Celtic FC in den Wettbewerb, der sich im Vorjahresfinale gegen den Airdrieonians FC durchsetzen konnte. Im diesjährigen Endspiel um den Schottischen Pokal standen sich die Glasgow Rangers und Heart of Midlothian gegenüber. Die beiden Mannschaften spielten nach 1903 zum zweiten Mal in einem Endspiel des FA Cup gegeneinander. Durch einen 3:1-Sieg errangen die Rangers ihren 21. Titel. In der Saison 1975/76 gewannen die Rangers das Triple bestehend aus Meisterschaft, Pokal und League Cup. Aufgrund des Sieges in der Meisterschaft nahmen die Rangers am Europapokal der Landesmeister, und die Hearts als Verlierer des Pokalendspiels am Europapokal der Pokalsieger teil.

## 1. Runde
Ausgetragen wurden die Begegnungen am 13. Dezember 1975. Die Wiederholungsspiele fanden zwischen dem 18. und 22. Dezember 1975 statt.
|                       | Ergebnis |                        |
| --------------------- | -------- | ---------------------- |
| Albion Rovers         | 0:0      | FC Hawick Royal Albert |
| Brechin City          | 1:1      | Berwick Rangers        |
| FC East Stirlingshire | 0:5      | Alloa Athletic         |
| Elgin City            | 0:1      | Forres Mechanics       |
| FC Peterhead          | 0:2      | Raith Rovers           |
| FC Stranraer          | 1:0      | FC Queen’s Park        |

### Wiederholungsspiele
|                        | Ergebnis |               |
| ---------------------- | -------- | ------------- |
| FC Hawick Royal Albert | 0:3      | Albion Rovers |
| Berwick Rangers        | 3:3      | Brechin City  |

### 2. Wiederholungsspiel
|                 | Ergebnis |              |
| --------------- | -------- | ------------ |
| Berwick Rangers | 0:1      | Brechin City |

## 2. Runde
Ausgetragen wurden die Begegnungen am 10. Januar 1976. Die Wiederholungsspiele fanden am 14. Januar 1976 statt.
|                  | Ergebnis |                            |
| ---------------- | -------- | -------------------------- |
| Albion Rovers    | 1:1      | University of Glasgow      |
| FC Cowdenbeath   | 2:0      | FC Selkirk                 |
| Forfar Athletic  | 2:1      | Meadowbank Thistle         |
| Forres Mechanics | 1:2      | Alloa Athletic             |
| Raith Rovers     | 3:1      | FC Clydebank               |
| FC Stenhousemuir | 2:2      | Brechin City               |
| Stirling Albion  | 4:0      | FC Civil Service Strollers |
| FC Stranraer     | 2:3      | FC Keith                   |

### Wiederholungsspiele
|                       | Ergebnis |                  |
| --------------------- | -------- | ---------------- |
| Brechin City          | 0:1      | FC Stenhousemuir |
| University of Glasgow | 0:1      | Albion Rovers    |

## 3. Runde
Ausgetragen wurden die Begegnungen am 24. Januar 1976. Die Wiederholungsspiele fanden am 28. Januar 1976 statt.
|                     | Ergebnis |                      |
| ------------------- | -------- | -------------------- |
| Albion Rovers       | 1:2      | Partick Thistle      |
| Alloa Athletic      | 0:4      | FC Aberdeen          |
| Ayr United          | 4:2      | Airdrieonians FC     |
| FC Cowdenbeath      | 3:0      | FC St. Mirren        |
| FC Dumbarton        | 2:0      | FC Keith             |
| FC Dundee           | 1:2      | FC Falkirk           |
| Dundee United       | 4:0      | Hamilton Academical  |
| Heart of Midlothian | 2:2      | FC Clyde             |
| Hibernian Edinburgh | 3:2      | Dunfermline Athletic |
| Greenock Morton     | 1:3      | FC Montrose          |
| FC Motherwell       | 3:2      | Celtic Glasgow       |
| Queen of the South  | 3:2      | FC St. Johnstone     |
| Raith Rovers        | 1:0      | FC Arbroath          |
| Glasgow Rangers     | 3:0      | FC East Fife         |
| FC Stenhousemuir    | 1:1      | FC Kilmarnock        |
| Stirling Albion     | 2:1      | Forfar Athletic      |

### Wiederholungsspiele
|               | Ergebnis |                     |
| ------------- | -------- | ------------------- |
| FC Clyde      | 0:1      | Heart of Midlothian |
| FC Kilmarnock | 1:0      | FC Stenhousemuir    |

## Achtelfinale
Ausgetragen wurden die Begegnungen am 14. Februar 1976. Die Wiederholungsspiele fanden am 18. und 25. Februar 1976 statt.
|                     | Ergebnis |                    |
| ------------------- | -------- | ------------------ |
| Ayr United          | 2:2      | Queen of the South |
| FC Cowdenbeath      | 0:2      | FC Motherwell      |
| Heart of Midlothian | 3:0      | Stirling Albion    |
| Hibernian Edinburgh | 1:1      | Dundee United      |
| FC Kilmarnock       | 3:1      | FC Falkirk         |
| FC Montrose         | 2:1      | Raith Rovers       |
| Partick Thistle     | 0:0      | FC Dumbarton       |
| Glasgow Rangers     | 4:1      | FC Aberdeen        |

### Wiederholungsspiele
|                    | Ergebnis |                     |
| ------------------ | -------- | ------------------- |
| Queen of the South | 5:4      | Ayr United          |
| FC Dumbarton       | 1:0      | Partick Thistle     |
| Dundee United      | 0:2      | Hibernian Edinburgh |

## Viertelfinale
Ausgetragen wurden die Begegnungen am 6. März 1976. Die Wiederholungsspiele fanden zwischen dem 9. und 16. März 1976 statt.
|                    | Ergebnis |                     |
| ------------------ | -------- | ------------------- |
| FC Dumbarton       | 2:1      | FC Kilmarnock       |
| FC Montrose        | 2:2      | Heart of Midlothian |
| FC Motherwell      | 2:2      | Hibernian Edinburgh |
| Queen of the South | 0:5      | Glasgow Rangers     |

### Wiederholungsspiele
|                     | Ergebnis |               |
| ------------------- | -------- | ------------- |
| Heart of Midlothian | 2:2      | FC Montrose   |
| Hibernian Edinburgh | 1:1      | FC Motherwell |

### 2. Wiederholungsspiele
|                     | Ergebnis |               |
| ------------------- | -------- | ------------- |
| Hibernian Edinburgh | 1:2      | FC Motherwell |
| Heart of Midlothian | 2:1      | FC Montrose   |

## Halbfinale
Ausgetragen wurden die Begegnungen am 31. März und 3. April 1976 im Hampden Park von Glasgow. Das Wiederholungsspiel fand am 14. April 1976 ebenda statt.
|               | Ergebnis |                     |
| ------------- | -------- | ------------------- |
| FC Motherwell | 2:3      | Glasgow Rangers     |
| FC Dumbarton  | 0:0      | Heart of Midlothian |

### Wiederholungsspiel
|              | Ergebnis |                     |
| ------------ | -------- | ------------------- |
| FC Dumbarton | 0:3      | Heart of Midlothian |

## Finale
| Glasgow Rangers                       | Glasgow Rangers | Heart of Midlothian | Heart of Midlothian |
| ------------------------------------- | --- | --- | ------------------- |
| Glasgow Rangers                       | \| Finale \| \| 1. Mai 1976 in Glasgow (Hampden Park) \| \| Ergebnis: 3:1 (2:0) \| \| Zuschauer: 83.982 \| \| Schiedsrichter: Bobby Davidson \| \| Spielbericht \|                                                 | \| Finale \| \| 1. Mai 1976 in Glasgow (Hampden Park) \| \| Ergebnis: 3:1 (2:0) \| \| Zuschauer: 83.982 \| \| Schiedsrichter: Bobby Davidson \| \| Spielbericht \|                                                | Heart of Midlothian |
| Glasgow Rangers                       | Peter McCloy – Alex Miller, Colin Jackson, John Greig, Tom Forsyth – Tommy McLean, Bobby McKean, Johnny Hamilton (Sandy Jardine), Alex MacDonald – Derek Johnstone, Martin Henderson Cheftrainer: Jock Wallace jr. | Jim Cruickshank – Roy Kay, Jim Jefferies, John Gallacher, Sandy Burrell (Kenny Aird) – Jim Brown, Graham Shaw, Ralph Callachan, Bobby Prentice – Willie Gibson (Donald Park), Drew Busby Cheftrainer: John Hagart | Heart of Midlothian |
| Glasgow Rangers                       | 1:0 Derek Johnstone (1.) 2:0 Alex MacDonald (45.) 3:0 Derek Johnstone (81.) | 3:1 Graham Shaw (83.) | Heart of Midlothian |
| Finale                                | | |                     |
| 1. Mai 1976 in Glasgow (Hampden Park) | | |                     |
| Ergebnis: 3:1 (2:0)                   | | |                     |
| Zuschauer: 83.982                     | | |                     |
| Schiedsrichter: Bobby Davidson        | | |                     |
| Spielbericht                          | | |                     |